# Heinrichschlag (Gemeinde Grünbach)
Heinrichschlag ist eine Ortschaft in der Gemeinde Grünbach im Bezirk Freistadt, Oberösterreich.
Die Ortschaft befindet sich östlich von Grünbach im Unteren Mühlviertel und nordöstlich von Freistadt. Die Ortschaft besteht aus einem Hauptort und zahlreichen Einzellagen. Am 1. Jänner 2024 zählte die Ortschaft 111 Einwohner.

## Geschichte
Das früheste Schriftzeugnis ist von 1387 und lautet „Hainrichslag“. Der Name bedeutet Rodung eines Heinrich.

## Persönlichkeiten
- Job Hartmann von Enenkel (1576–1627), Genealoge und Historiker